# На струнах дождя…
«На стру́нах дождя́...» — пятый студийный альбом российского певца Григория Лепса, выпущенный в 2002 году. Песня «Рюмка водки на столе» из альбома стала мегахитом.
Презентация альбома состоялась 23 июля 2002 года в клубе «Метелица» в Москве. Альбом был переиздан в 2006 и 2010 годах.

## Список композиций
1. «Рюмка водки на столе» — Евгений Григорьев
2. «Летай» — А. Милославский / Карен Кавалерян
3. «Танго разбитых сердец» — Евгений Кобылянский / Карен Кавалерян
4. «Я верю, я дождусь» — С. Маркин
5. «Роковая любовь» — Григорий Лепс / Константин Арсенев
6. «На струнах дождя...»  — Евгений Кобылянский, Григорий Лепс / Константин Арсенев
7. «Кино на белой простыне» — А. Назаров / Л. Шахматова
8. «Облака» — Григорий Лепс / Константин Арсенев
9. «Странная любовь» — П. Титов / Константин Арсенев
10. «Ангел завтрашнего дня» (дуэт с Ириной Аллегровой) — Евгений Кобылянский / Карен Кавалерян

## DVD (в переиздании 2010 года)

### Видеоклипы
- «Рюмка водки на столе»
- «Я верю, я дождусь»

### Фрагменты концерта-презентации альбома «В центре Земли» СК Олимпийский 16.11.2006
- «Рюмка водки на столе»
- «Танго разбитых сердец»
- «На струнах дождя»

## Состав музыкантов
- Гитары — Михаил Коняев, Сергей Маркин (4)
- Бэк вокал — Евгения Теджетова, Мария Свирская, Лада Кадкаленко (3), Сергей Маркин (4)
- Клавишные, барабаны, гитары, программинг — Евгений Кобылянский